# Port Adelaide Football Club
Il Port Adelaide Football Club è un club di football australiano di Port Adelaide, sobborgo della città di Adelaide. 
Fondato nel 1870, Port è la più antica squadra di calcio professionistica del South Australia e la quinta squadra più antica dell'AFL.

## Storia
Port Adelaide è stato un membro fondatore della South Australian Football Association (SAFA), successivamente ribattezzata SANFL.  Port Adelaide si è ripetutamente affermato come una forza dominante nel calcio dell'Australia meridionale, rimanendo imbattuto in tutte le competizioni nel 1914 e godendo di lunghi periodi di successo sotto gli allenatori Fos Williams e John Cahill, condividendo un totale di 19 premiership tra di loro.  Dopo essere entrato nell'AFL nel 1997, il club ha rivendicato tre premiership minori e una premiership sotto la guida dell'allenatore Mark Williams tra il 2002 e il 2004. Port Adelaide detiene uno status unico tra i club AFL, essendo l'unico club non vittoriano preesistente ad essere entrato nell'AFL  da un'altra lega.
Nel 2004 vince il titolo AFL.

## Titoli
- (1) Australian Football League:

2004,
- (4) Campione di Australia:

1890, 1910, 1913, 1914.
- (36) South Australian National Football League:
- (2) SA Patriotic League: